# Pōmare V
Pōmare V (3 de novembro de 1839 - 12 de junho de 1891) foi o último monarca de Tahiti, reinando desde 1877 até sua abdicação forçada em 1880. Ele era o filho da Rainha Pōmare IV.

## Biografia
Ele nasceu em Afa'ahiti, Taravao tornou-se herdeiro aparente e Príncipe (Ari'i-aue) após a morte do seu irmão mais velho em 13 de maio de 1855. Ele se tornou rei de Tahiti sobre a morte de sua mãe em 17 de setembro de 1877. sua coroação foi em 24 de setembro de 1877 em Pape'ete.
Casou-se duas vezes, primeiro em 11 de novembro 1857, com a Princesa Te-mā-ri'i-Ma'i-hara Te-uhe-a-Te-uru-ra'i de Huahine. Ele se divorciou dela em 5 de agosto de 1861. Seu segundo casamento foi com Joanna Marau-Ta'aroa Salmon Te-Pa'u (posteriormente conhecida como Sua Majestade a Rainha Marau de Tahiti), em 28 de janeiro de 1875. Ele se divorciou dela em 27 de julho de 1887.
Pōmare V tinha um filho e duas filhas.
Em 29 de junho de 1880, ele deu Tahiti e suas dependências para a França, depois do que ele recebeu uma pensão do governo francês e a posição de titular de Oficial das Ordens da Legião de Honra e Mérito Agrícola da França.
Ele morreu de alcoolismo no Palácio Real, Pape'ete, e é enterrado no túmulo do Rei, Utu'ai'ai em Arue.

## Honras

### Honras franceses
- Oficial da Ordem da Legião de Honra (1880/09/11).[1]
- Oficial da Ordem do Mérito Agrícola (1880/09/11).[1]